# Hans Baumgartner
Hans Baumgartner (ur. 30 maja 1949 w Stühlingen) – zachodnioniemiecki lekkoatleta, skoczek w dal.
Na Igrzyskach Olimpijskich w Monachium 9 września 1972 zdobył srebrny medal. Cztery lata później w Montrealu był ósmy. Ustanowił wówczas swój rekord życiowy (8,18 m). Do jego osiągnięć należy również pięć medali Halowych Mistrzostw Europy: trzy złote (1971, 1973, 1977) i dwa srebrne (1972, 1974). Do jego osiągnięć należy również brązowy medal letniej uniwersjady w Moskwie w 1973. W konkursie skoku w dal Pucharu świata w lekkoatletyce 1977 zajął 2. miejsce. Czterokrotnie był mistrzem RFN na otwartym stadionie (1971–1974) i pięciokrotnie w hali (1969, 1971-1973, 1977).